# Karate-Europameisterschaften 1990
Die 25. Karate-Europameisterschaften fanden vom 2. bis 4. Mai 1990 in Wien statt.
Für den Deutschen Karate Verband sicherte sich Toni Dietl hier den EM-Titel im Kumite OPEN und Ruth Hahn den Titel im Kumite bis 60 kg. Die 3 Bronzenen Medaillen erkämpften sich Geert Lemmens im Kumite Sanbon, Ralf Wintergerst im Kumite Ippon, sowie bei den Damen Silvia Wiegärtner in der Klasse +60 kg.

## Medaillen Herren

### Einzel
| Kategorie     | Gold              | Silber              | Bronze                               |
| ------------- | ----------------- | ------------------- | ------------------------------------ |
| Kata          | Dario Marchini    | Morris              | Pasquale Acri                        |
| Kumite -60 kg | Keil              | Danielle Simmi      | David Luque Camacho Stein Ronning    |
| Kumite -65 kg | Francesco Muffato | Tim Stephens        | Reginaldo Doran Jesus Juan Rubio     |
| Kumite -70 kg | Bruno Pellicer    | M. Alvarado         | Haldun Alagas Arnsen                 |
| Kumite -75 kg | Toni Dietl        | Dijm Doula          | Kust Muratagic                       |
| Kumite -80 kg | José Manuel Egea  | M. Gachulinec       | Mervyne Etienne Christophe Pinna     |
| Kumite +80 kg | Marc Pyrée        | J. Sorken           | Juan Antonio Hernandez Geert Lemmens |
| Kumite SANBON | M. Sailsman       | ARnsen              | Nieminen George Petermann            |
| Kumite IPPON  | Thierry Masci     | Giovanni Tramontini | Tamas Molnar Ralf Wintergerst        |

### Mannschaft
| Kategorie | Gold    | Silber  | Bronze             |
| --------- | ------- | ------- | ------------------ |
| Kata      | Italien | Spanien | Frankreich         |
| Kumite    | England | Spanien | Italien Frankreich |

## Medaillen Damen

### Einzel
| Kategorie     | Gold               | Silber            | Bronze                              |
| ------------- | ------------------ | ----------------- | ----------------------------------- |
| Kata          | Maite San Narchiso | Simone Schreiner  | L. Pyree                            |
| Kumite -53 kg | Anna Di Cesare     | V. Penman         | Ivonne Sneff                        |
| Kumite -60 kg | Ruth Hahn          |                   |                                     |
| Kumite +60 kg | Catherine Belhriti | Marie-Ange Legros | Annelies Bremmers Silvia Wiegärtner |

### Mannschaft
| Kategorie | Gold    | Silber  | Bronze                |
| --------- | ------- | ------- | --------------------- |
| Kata      | Spanien | Italien | Frankreich            |
| Kumite    | England | Italien | Frankreich Schottland |